# Ecclinusa orinocoensis
Espèce
Statut de conservation UICN

VUD2 : Vulnérable
Classification phylogénétique
Ecclinusa orinocoensis est une espèce de plantes à fleurs de la famille des Sapotaceae. C'est un arbuste endémique du Venezuela. 

## Taxonomie
L'espèce tire son nom du fleuve Orénoque, Orinoco en espagnol.

## Répartition
L'espèce se trouve dans les savanes sableuses inondées de l'État d'Amazonas au Venezuela.

## Menaces
L'espèce est considérée comme Vulnérable par l'Union internationale pour la conservation de la nature.